# Кюнде, Эмманюэль
Эмманюэ́ль Кюнде́ (фр. Emmanuel Kundé; 15 июля 1956, Ндом, Камерун — 15 мая 2025, Эмомбо, Камерун) — камерунский футболист, защитник. Выступал за сборную Камеруна. Завершил карьеру в клубе «Олимпик Мволе».

## Клубная карьера
Эмманюэль начал свою карьеру в «Канон Яунде». С этим клубом он трижды стал чемпионом Камеруна и выиграл Кубок Камеруна. Он также вышел в финал Кубка обладателей кубков КАФ в 1984 году (потерпев поражение по пенальти от египетского клуба «Аль-Ахли»).
В 1987 году Эмманюэль Кюнде отправился в Европу, перейдя во французский клуб «Лаваль». За новую команду он сыграл 14 матчей в чемпионате Франции. В следующем сезоне он присоединился к «Реймсу», команде, играющей в Лиге 2. За клуб он сыграл 32 матча в лиге, забив 3 гола.
Затем Эмманюэль Кюнде вернулся в родную страну. Он сыграл один сезон за «Превоянс Яунде», затем перешёл в «Олимпик Мволе», где он и завершил свою карьеру.

## Карьера в сборной
Эмманюэль Кюнде участвовал во многочисленных международных турнирах со сборной Камеруна.
Впервые он сыграл на Чемпионате мира 1982 года, который проходил в Испании. Камерун не прошёл первый раунд. Эмманюэль Кюнде сыграл во всех 3 играх на этом чемпионате: в матчах против Перу, Польши и наконец Италии.
Затем он принял участие в Кубке африканских наций 1984 года, который прошёл в Кот-д’Ивуаре. Камерун выиграл турнир, победив Нигерию со счётом 3:1 в финале. В финале Эмманюэль Кюнде вышел на поле на 84-й минуте игры, заменив Бонавентура Джонкепа.
Также футболист принял участие в Олимпийских играх 1984 года, проведённых в Лос-Анджелесе. Во время этого турнира он сыграл в матчах против сборных Ирака и Канады. Камерун покинул турнир на групповом этапе.
Затем Эмманюэль Кюнде участвовал в Кубке африканских наций 1986, который состоялся в Египте. Камерун стал финалистом, но уступил хозяевам по пенальти в финальном матче. Сам Кюнде реализовал свой удар в послематчевой серии пенальти.
Сборная Камеруна не попала на Чемпионат мира 1986. Кюнде участвовал и в Кубке африканских наций 1988 в Марокко. Камерун снова вышел в финал турнира. Эмманюэль в финале на 55-й минуте реализовал назначенный в ворота сборной Нигерии пенальти, принеся команде вторую в истории победу на турнире со счётом 1:0.
Кюнде снова поехал на Кубок африканских наций, состоявшийся в Алжире в 1990 году. На этот раз это был настоящий провал: Камерун даже не прошёл групповой этап. Уже спустя несколько месяцев Эмманюэль отправился на чемпионат мира 1990, прошедший в Италии. Камерун достиг стадии четвертьфинала, установив новый рекорд Африки. На пути к этому Камерун занял первое место в группе B, одолев сборные Аргентины и Румынии, победил сборную Колумбии в 1/8 финала, но уступил в дополнительное время сборной Англии со счётом 2:3. В этой встрече Эмманюэль Кюнде реализовал назначенный в ворота англичан пенальти, сравняв счёт в матче. На самом турнире он сыграл в четырёх матчах из пяти.
Последним международным турниром, в котором сыграл Кюнде, является Кубок африканских наций 1992, состоявшийся в Сенегале. Это был уже пятый Кубок африканских наций, в котором Кюнде принял участие. Впервые в турнире стало участвовать 12 команд вместо прежних 8. Камерун достиг стадии полуфинала, уступив по пенальти Кот-д’Ивуару, будущему победителю кубка.

## Тренерская карьера
После завершения карьеры Эмманюэль Кюнде приступил к тренерской карьере. Он провёл первые два сезона в своём первом клубе, «Канон Яунде». Ему удалось спасти клуб от вылета и даже вывести его в международные соревнования.
Затем он стал тренером габонского клуба «Битам» в 1999 году. Он выиграл первый для своей команды Кубок Габона. В 2000 году его контракт не был продлён. Затем он вернулся в Камерун и стал тренировать «ПВД Баменда», клуб из второго дивизиона Камеруна. Под его руководством команда вышла в чемпионат Камеруна.
Затем Эмманюэль Кюнде вернулся в «Битам». Клуб находился в кризисе, сменив трёх тренеров за год. С «Битамом» Эмманюэль выиграл золотой дубль: Кубок и чемпионат в 2003 году, впервые для клуба. Он участвовал в отборе Лиги чемпионов КАФ, что также случилось впервые. В 2005 году «Битам» стал вице-чемпионом Габона и в следующем году участвовал в Кубке UNIFFAC.
В 2006 году Кюнде стал техническим директором габонского клуба. За это время команда из Габона сделала новый золотой дубль: Кубок и чемпионат в 2010 году, а также дошла до раунда плей-офф в Лиге чемпионов КАФ в 2011.
Умер 15 мая 2025 года в Эмомбо, Яунде, в возрасте 68 лет.

## Достижения

### В качестве игрока
- Победитель Кубка африканских наций в 1984 и 1988 со сборной Камеруна
- Финалист Кубка африканских наций в 1986 году со сборной Камеруна
- Чемпион Камеруна в 1982, 1985 и 1986 годах с «Канон Яунде»
- Обладатель Кубка Камеруна в 1983 году с «Канон Яунде», в 1990 году с «Превоянс Яунде», в 1992 году с «Олимпик Мволе»
- Финалист Кубка обладателей кубков в 1984 году с «Канон Яунде»

### В качестве тренера
- Чемпион Габона в 2003 году с «Битамом»
- Обладатель Кубка Габона в 1999 и 2003 году с «Битамом»